# Athetis satellitia
Athetis satellitia là một loài bướm đêm trong họ Noctuidae.